# Petro Zheji
Petro Spiro Zheji (ur. 16 października 1929 w Gjirokastrze, zm. 14 marca 2015 w Tiranie) – albański tłumacz i pisarz.

## Życiorys
Odbył obowiązkową służbę wojskową w Ersekë, następnie studiował matematykę, fizykę oraz albanistykę na Uniwersytecie Tirańskim. W latach 50. pracował jako nauczyciel matematyki oraz języka rosyjskiego w Liceum im. Qemala Stafy w Tiranie i w Gjirokastrze. Następnie pracował w wydawnictwach 8 Nëntori jako tłumacz przysięgły i w Naim Frashëri jako redaktor.
W listopadzie 1990 roku wraz z synem wyemigrował do Rzymu, następnie przeniósł się do Detroit; ostatecznie jednak wrócił do Tirany, gdzie działał jako działacz społeczny.
Był autorem kilku powieści, z których jedna opowiadała o pacjentach albańskich szpitali psychiatrycznych, natomiast inne dzieło miało charakter monografii pisanej dialogiem w stylu Platona, pisał także autobiografię; żaden z tych utworów nie został nigdy opublikowany. Opublikował natomiast trzy prace naukowe dotyczące języka albańskiego.
Poza ojczystym językiem albańskim znał także języki włoski, francuski, angielski, hiszpański, niemiecki, rosyjski, hebrajski, sanskryt, grekę klasyczną oraz łaciński.

## Prace[5][1]
- Shqipja dhe Sanskritishtja (1996)[4]
- Libri i Aforizmave (2012)
- Roli mesianik i shqipes (2015)

## Tłumaczenia[6][1][2]
- Bratanek Rameau Denisa Diderota
- Cierpienia młodego Wertera Johanna Wolfganga von Goethego
- Grona gniewu Johna Steinbacka
- Niewidzialny człowiek Herberta George’a Wellsa
- Bruski Fiodora Panfierowa (1958)
- Foma Gordiejew Maksima Gorkiego (1960)[3]
- Dzwony Bazylei Louisa Aragona (1964)[3]
- Obłomow Iwana Gonczarowa (1966)[3]
- Zielony papież Miguela Ángela Asturiasa (1980)[3]
- II część Don Kichota Miguela de Cervantesa (1997)[7]
- Życie Galileusza Bertolta Brechta (2008)[8][9]

Przetłumaczył na język albański także inne liczne utwory z literatury niemieckiej, hiszpańskiej, australijskiej, estońskiej, rumuńskiej, rosyjskiej, chińskiej oraz norweskiej.

## Odznaczenia
Został uhonorowany orderem Nderi i Kombit.

## Życie prywatne
Jego ojciec Spiro Ballo Zheji był oficerem oraz działaczem antyfaszystowskim; był on także więziony przez włoskie władze.
Miał starszego brata Gjergja, który był pisarzem, oraz trzy siostry: Verę, Amalię i Lilianę. Wziął ślub z aktorką Besą Imami, z którą się rozstał po 15 latach małżeństwa; para miała syna Artura (ur. 1961).